# Henryk Stifelman

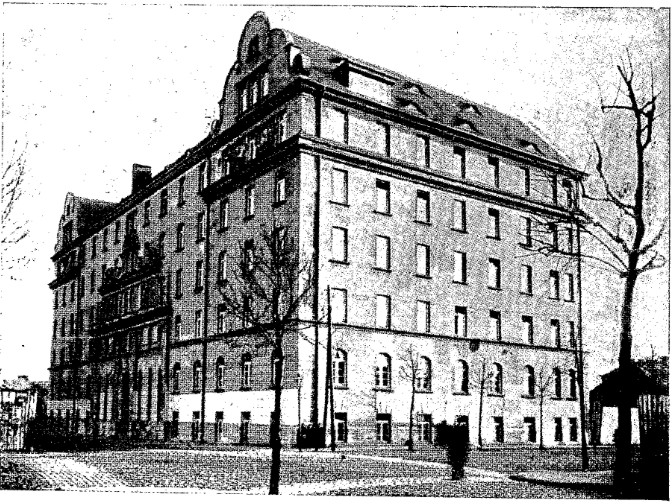
Żydowski Dom Akademicki w Warszawie

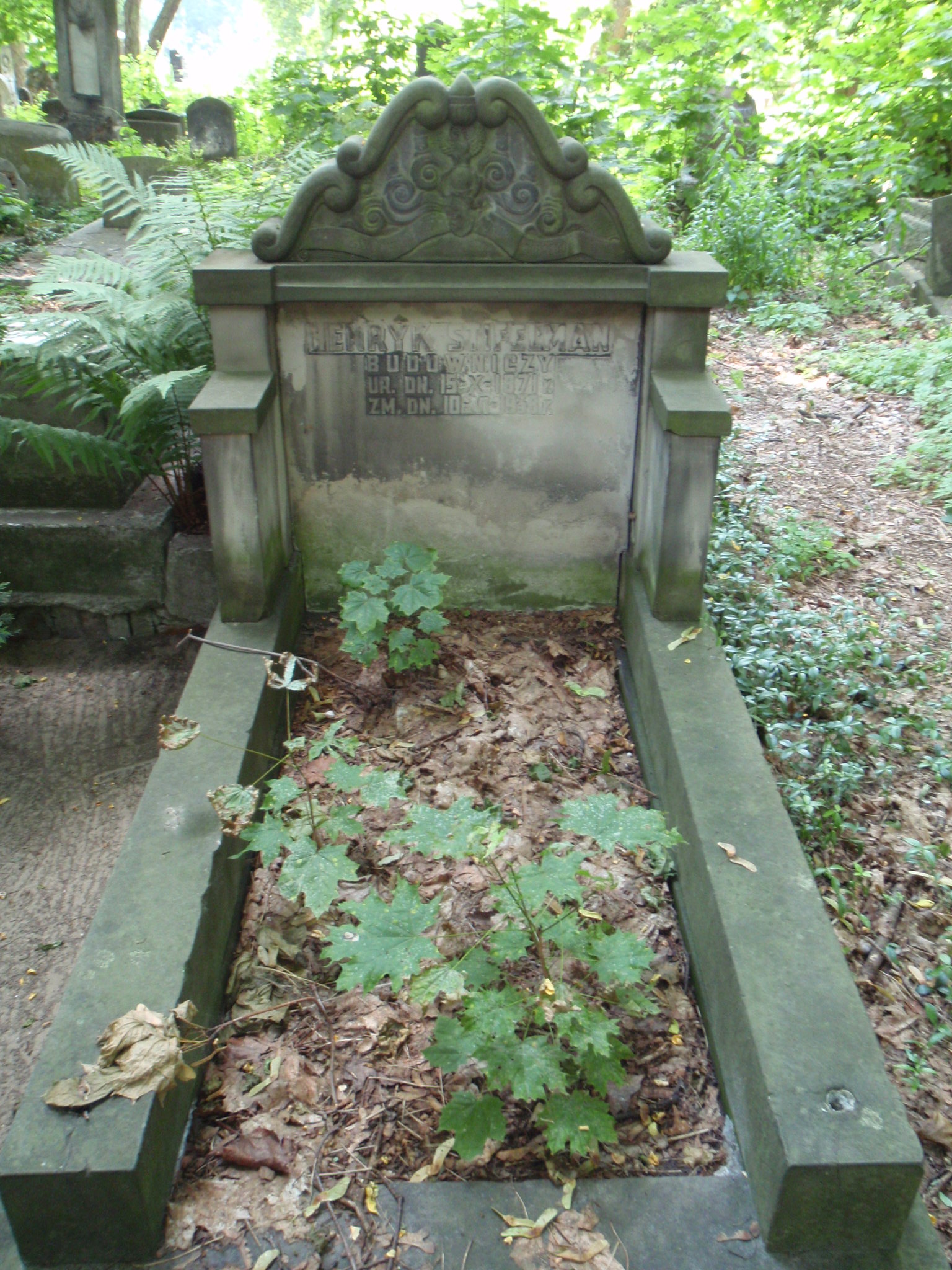
Grób Henryka Stifelmana na cmentarzu żydowskim w Warszawie

Henryk Stifelman (ur. 15 października 1870 w Odessie, zm. 10 czerwca 1938 w Warszawie) – polski architekt i budowniczy pochodzenia żydowskiego, działacz instytucji charytatywnych.

## Życiorys
Uczeń Mikołaja Tołwińskiego. W 1897 przeprowadził się do Warszawy, gdzie ze Stanisławem Weissem założył biuro budowlane, które funkcjonowało do śmierci Weissa w 1917. Od 1900 redagował w „Przeglądzie Technicznym” dział „Architektura”. Był członkiem Towarzystwa Opieki nad Zabytkami Przeszłości.
Jest pochowany na cmentarzu żydowskim przy ul. Okopowej w Warszawie (kwatera 8, rząd 35).

## Wybrane dzieła
Projektował budynki w stylu modernistycznym, praktycznie wszystkie w Warszawie. Część kamienic, które projektował uległa zniszczeniu podczas II wojny światowej. Zaprojektował również kilka nagrobków na warszawskim cmentarzu żydowskim. W 1911 razem z Januszem Korczakiem zaprojektował Dom Sierot na ul. Krochmalnej 92.
Budynki sprzed 1917 były realizowane przez spółkę Henryk Stifelman i Stanisław Weiss.
- 1913–1914: Kamienica Sukertów w Warszawie
- 1913–1914: Dom Akademicki Politechniki Warszawskiej
- 1911–1914: Gmach Wychowawczy Warszawskiej Gminy Starozakonnych przy Jagiellońskiej 28 w Warszawie
- 1911–1912: Kamienica przy Bagateli 13 w Warszawie
- 1911: Kamienica Salomona Peretza przy Lwowskiej 3 w Warszawie
- 1910: Kamienica przy Marszałkowskiej 81 w Warszawie
- 1909–1913: Kamienica przy Marszałkowskiej 21 w Warszawie
- 1904–1905: Kamienica przy Marszałkowskiej 81 w Warszawie
- 1904–1905: Kamienica przy Miodowej 3 w Warszawie
- 1924–1926: Żydowski Dom Akademicki w Warszawie
- Ok. 1923: Instytut Patologiczny przy Szpitalu Starozakonnych w Warszawie
- 1927–1933: Instytut Gruźlicy i Chorób Płuc w Warszawie